# Isonoé (lune)
Isonoé est un satellite naturel de Jupiter.

## Caractéristiques physiques
Isonoé est un petit satellite. En supposant qu'il possède un albédo de 0,04 similaire à d'autres satellites de Jupiter, sa magnitude visuelle de 22,5 conduit à un diamètre de 3,8 km.
Par calcul, la masse d'Isonoé est estimée à environ 7,5 × 1013 kg.

## Orbite
Isonoé appartient au groupe de Carmé, un groupe de satellites qui orbitent de façon rétrograde autour de Jupiter sur des demi-grands axes compris entre 22 900 000 et 24 100 000 km, des inclinaisons de 164,9 à 165,5° par rapport à l'équateur de Jupiter et des excentricités entre 0,23 et 0,27.

Diagramme illustrant l'orbite des satellites irréguliers de Jupiter. Le groupe de Carmé est visible sur le centre-gauche.
Diagramme illustrant l'inclinaison des membres du groupe de Carmé en fonction du demi-grand axe.

## Historique

### Découverte
Isonoé fut découvert en 2000 par une équipe conduite par Scott Sheppard. Sa découverte fut annoncée le 5 janvier 2001 en même temps que celle de dix autres satellites de Jupiter.

### Dénomination
Isonoé porte le nom d'Isonoé, personnage de la mythologie grecque ; Isonoé était une danaïde, conquête amoureuse de Zeus, duquel elle eut Orchomène. La maternité de ce dernier est aussi attribuée à Hermippé, mais il se peut qu'il s'agisse d'un autre Orchomène (on en connaît six).
Isonoé reçut son nom définitif le 22 octobre 2002, en même temps que dix autres satellites de Jupiter. Avant cela, sa désignation provisoire était S/2000 J 6, indiquant qu'il fut le 6e satellite de Jupiter imagé pour la première fois en 2000.